# Balandrau, infern glaçat
Balandrau, infern glaçat és una pel·lícula documental dirigida per Guille Cascante, coproduïda per Televisió de Catalunya amb Lastor Media i Goroka, i estrenada el 18 de maig de 2021. L'obra gira entorn dels tràgics fets mortals succeïts el 30 de desembre del 2000 a la muntanya pirinenca del Balandrau (Ripollès) i pren de base el llibre publicat per Símbol Editors Tres nits de torb i un Cap d'Any. Crònica d'una tragèdia al Pirineu, del meteoròleg Jordi Cruz.

## Argument
El documental reprodueix, amb supervivents i testimonis, els fatídics esdeveniments succeïts el 30 de desembre del 2000 als Pirineus, i concretament a la muntanya del Balandrau, situada entre les valls de Ribes de Freser i de Camprodon. Aquell dia feu bon temps per gaudir de les valls, però, de sobte, un temporal duríssim i inesperat sorprengué excursionistes i esquiadors, provocant allaus, tempestes de neu i corrents de vent del torb. L'agressivitat del fenomen meteorològic provocà fins a 10 víctimes mortals al Pirineu, 12 en total si sumem un en parapent a l'Empordà i un altre en rem, de les quals 9 foren al voltant del Balandrau. D'aquesta forma es convertí en la tragèdia de muntanya més gran viscuda al Pirineu català.
En detall, l'obra explica la història de Josep Maria Vilà, un bioquímic de 27 anys que, juntament amb la seva xicota i tres amics, volgueren coronar la muntanya amb esquís de muntanya. Però, davant l'empitjorament de les condicions climàtiques, decidiren recular abans d'arribar al cim. A partir d'aleshores començà una dura odissea per sobreviure durant tres dies i tres nits.

## Estrena
Aquesta pel·lícula fou escollida per a inaugurar el festival de cinema DocsBarcelona de 2021. Concretament, el 18 de maig de 2021 a les 19 hores s'emeté presencialment als Cinemes Aribau de Barcelona i, poc després, a les 22 hores, al programa Sense ficció de TV3. Cinc dies després, el 23 de maig a les 17 hores, productors, afectats pel sinistre i col·laboradors del rescat s'aplegaren al Casal Camprodoní, de la localitat de Camprodon, en una projecció del documental que anà acompanyada del seu testimoni en una xerrada posterior. L'11 de febrer de 2022, tres setmanes abans de la gala dels Premis Gaudí a la qual estigué nominada, es tornà a emetre pel programa Sense ficció de TV3 però a les 23.15 hores.

## Recepció

### Audiència
L'estrena del documental a la televisió pública catalana tingué 523.000 espectadors i una quota d'audiència del 21,5%. Aquest resultat li permeté liderar la franja horària, fer el millor resultat del programa Sense ficció des del 15 d'octubre del 2019 i acabar tenint una audiència acumulada de 917.000 espectadors. D'aquesta forma, TV3 esdevingué el canal més vist a Catalunya, amb una quota del 18%, a 5,1 punts de distància del segon classificat, i aconseguir el segon millor dimarts de la temporada.

### Crítica
Joan Gonzàlez, director del festival DocsBarcelona definí l'obra «com un tros de pel·lícula, una pel·li gegant, molt intensa, una obra sobre la vida i feta amb una direcció extraordinària» que «vol ser un homenatge al documentalisme català, que està en moments complicats». En aquesta línia reivindicà i agraí «la necessitat de finançament en aquest tipus de projectes i a l'aposta que TV3 va fer per tirar-lo endavant». David Bassa, director d'Informatius de TV3, la qualificà d'un «documental que t'enganxa a la cadira tot i que ja se'n sap el final» i destacà l'aposta de la televisió pública catalana de ser «l'única televisió del sud d'Europa que aposta per programar documentals en la franja de màxima audiència i més competitivitat».
El portal de cinema El Cinèfil la puntuà amb un 9 sobre 10, després de considerar com un dels seus millors elements «la serenitat amb què es tracta la història, que no compromet l'espectacularitat de la gesta», mentre que considerà negativament «la por que no es faci destacar més enllà dels altres documentals o dels anys». D'altra banda, Eugènia Güell, periodista del diari digital cultural Núvol, valorà d'excel·lent la direcció del documental «a partir del relat testimonial i la recreació d'escenes amb una transició molt treballada a imatges reals», així com una recreació del patiment a través de «les paraules, els silencis, les expressions i també les imatges, moltes vegades plenes de neu».

## Premis i nominacions
| Any                              | Premi                                         | Categoria                                     | Nominació                                     | Resultat             | Ref.        |
| -------------------------------- | --------------------------------------------- | --------------------------------------------- | --------------------------------------------- | -------------------- | ----------- |
| 2022                             | Premis Goya                                   | Millor pel·lícula documental                  | Guille Cascante, Sergi Moreno i Tono Folguera | Candidats            | [ 8 ] [ 9 ] |
| Millor pel·lícula                | Guille Cascante, Sergi Moreno i Tono Folguera | Candidats                                     | [ 8 ] [ 9 ]                                   |                      |             |
| Millor direcció novell           | Guille Cascante                               | Candidat                                      | [ 8 ] [ 9 ]                                   |                      |             |
| Millor guió adaptat              | Carlos Prieto, Enric Álvarez i Jordi Morató   | Candidats                                     | [ 8 ] [ 9 ]                                   |                      |             |
| Millor música original           | Eloi Caballé                                  | Candidat                                      | [ 8 ] [ 9 ]                                   |                      |             |
| Millor direcció de producció     | Xesc Estapé                                   | Candidat                                      | [ 8 ] [ 9 ]                                   |                      |             |
| Millor fotografia                | Tomas Ybarra                                  | Candidat                                      | [ 8 ] [ 9 ]                                   |                      |             |
| Millor muntatge                  | Carlos Prieto                                 | Candidat                                      | [ 8 ] [ 9 ]                                   |                      |             |
| Millor direcció artística        | Bel Gonyalons i Frisco Sanz                   | Candidats                                     | [ 8 ] [ 9 ]                                   |                      |             |
| Millor disseny de vestuari       | Ester Palaudàries                             | Candidata                                     | [ 8 ] [ 9 ]                                   |                      |             |
| Millor maquillatge i perruqueria | Frisco Sanz i Irene Elias                     | Candidats                                     | [ 8 ] [ 9 ]                                   |                      |             |
| Millor so                        | Aleix Sans                                    | Candidat                                      | [ 8 ] [ 9 ]                                   |                      |             |
| Millors efectes especials        | Vicente Villaamil                             | Candidat                                      | [ 8 ] [ 9 ]                                   |                      |             |
| BCN Sports Film Fest             | Millor pel·lícula d'esports d'aventura        | Guille Cascante, Sergi Moreno i Tono Folguera | Guanyadors                                    | [ 10 ] [ 11 ]        |             |
| Premis Gaudí                     | Millor pel·lícula documental                  | Guille Cascante, Sergi Moreno i Tono Folguera | Nominats                                      | [ 12 ] [ 13 ] [ 14 ] |             |